# World Boxing Cup 2024
La World Boxing Cup 2024, altresì chiamato o Coppa del Mondo di pugilato, è la seconda edizione della manifestazione e comprende quattro trappe, disputate in Europa, Asia e America del Nord. Il circuito si è disputato da gennaio a novembre 2024.

## Calendario
| Data            | Location    | Atleti | Nazioni |
| --------------- | ----------- | ------ | ------- |
| 17-20 gennaio   | Sheffield   | 90     | 16      |
| 14-19 aprile    | Pueblo      | 120    | 17      |
| 23-27 settembre | Ulaanbaatar | 100    | 11      |
| 27-30 novembre  | Sheffield   | 120    | 20      |

## Podi

### Maschile

#### Pesi mosca (51 kg)
| Competizioni | Oro                   | Argento               | Bronzo                         |
| ------------ | --------------------- | --------------------- | ------------------------------ |
| Sheffield    | Kiaran Macdonald      | Salah Ibrahim         | Scott Richards Filip Horvath   |
| Pueblo       | Terry Washington      | Michael Trindade      | Jye Dixon Miles Okay           |
| Ulaanbaatar  | Li Chuang             | Aldarkhishig Battulga | Scott Richards Aaron Jude Bado |
| Sheffield    | Aldarkhishig Battulga | Ellis Trowbridge      | Luis Pachay Soushi Makino      |

#### Pesi piuma (57 kg)
| Competizioni | Oro                     | Argento             | Bronzo                                 |
| ------------ | ----------------------- | ------------------- | -------------------------------------- |
| Sheffield    | Owain Harris            | Jack Dryden         | Ousainou Hansen Mahmoud Al Chabtoun    |
| Pueblo       | Luiz Oliveira           | Owain Harris        | Ousainou Hansen Francis Stewart        |
| Ulaanbaatar  | Bilguunsaikhan Kharkhuu | Ganbold Dorjnyambuu | Lundaa Gantumur Enkhsaikha Oyun-Erdene |
| Sheffield    | Luiz Oliveira           | Shudai Harada       | Xinlin Chen Shin Jaeyong               |

#### Pesi leggeri (63,5 kg)
| Competizioni | Oro               | Argento          | Bronzo                                   |
| ------------ | ----------------- | ---------------- | ---------------------------------------- |
| Sheffield    | Patris Mughalzai  | Joe Tyers        | Assan Hansen Tulga Oyunbaatar            |
| Pueblo       | Dedrick Crocklem  | Patris Mughalzai | Jucielen Romeu Jaggar Altoft             |
| Ulaanbaatar  | Shion Nishiyama   | Jang Donghwan    | Tuguldur Byambatsogt Enkhtur Tegshjargal |
| Sheffield    | Breno de Carvalho | Shion Nishiyama  | Enkhtur Tegshjargal Sakda Ruamtham       |

#### Pesi welter (71 kg)
| Competizioni | Oro               | Argento                      | Bronzo                                    |
| ------------ | ----------------- | ---------------------------- | ----------------------------------------- |
| Sheffield    | Nikolai Terteryan | Lewis Richardson             | Magomed Schachidov Kelvin Soquessa        |
| Pueblo       | Nikolai Terteryan | Keon Davis                   | Lewis Richardson Harris Akbar             |
| Ulaanbaatar  | Misheelt Battumur | Maiyilanbieke Ye Erdawulieti | Patrick Hewitt Byamba-Erdene Otogonbaatar |
| Sheffield    | Odei Kamara       | Sewon Okazawa                | Eduardo Beckford Magomed Schachidov       |

#### Pesi medi (80 kg)
| Competizioni | Oro              | Argento              | Bronzo                          |
| ------------ | ---------------- | -------------------- | ------------------------------- |
| Sheffield    | Ramtin Musah     | George Crotty        | Ben Ehis Taylor Bevan           |
| Pueblo       | Amir Anderson    | Robby Gonzales       | Wanderley Pereira Taylor Bevan  |
| Ulaanbaatar  | Go Wakaya        | Hamimulati Rehemandu | Marcel Mangold Chingis Dashiyn  |
| Sheffield    | Oladimeji Shittu | Go Wakaya            | Kim Min-seong Wanderley Pereira |

#### Pesi massimi (92 kg)
| Competizioni | Oro                  | Argento              | Bronzo                    |
| ------------ | -------------------- | -------------------- | ------------------------- |
| Sheffield    | Patrick Brown        | Adam Olaore          | Tyron Amo                 |
| Pueblo       | Keno Machado         | Keno Machado         | Xue Zhen Han Jamar Talley |
| Ulaanbaatar  | Torneo non disputato | Torneo non disputato | Torneo non disputato      |
| Sheffield    | Ha Neul Jung         | Andrea Bertoni       | Non assegnato             |

#### Pesi supermassimi (+92 kg)
| Competizioni | Oro                 | Argento        | Bronzo                                  |
| ------------ | ------------------- | -------------- | --------------------------------------- |
| Sheffield    | Nikita Putilov      | Omar Shiha     | Stan Bertens Nelvie Tiafack             |
| Pueblo       | Teremoana Teremoana | Abner Teixeira | Steven Williams Delicious Orie          |
| Ulaanbaatar  | Amin Younes Ouchaou | Beyknur Khali  | Dean Nwokedi Chime Iderbat Davaalkhagva |
| Sheffield    | Joel Silva Ramos    | Diego Lenzi    | Tae Ung Ju Nikita Putilov               |

### Femminile

#### Pesi piuma (54 kg)
| Competizioni | Oro                    | Argento                | Bronzo                          |
| ------------ | ---------------------- | ---------------------- | ------------------------------- |
| Sheffield    | Lauren Mackie          | Zehra Milli            | Melissa Mortensen Zoe Andrews   |
| Pueblo       | Charley Davison        | Scarlett Delgado       | Kayla Gomez Yuan Chang          |
| Ulaanbaatar  | Oyuntsetsegiin Yesügen | Erdenedalai Michidmaa  | Khulan Purevdorj Ivy-Jane Smith |
| Sheffield    | Huang Hsiao-wen        | Oyuntsetsegiin Yesügen | Tatiana De Jesus Im Aeji        |

#### Pesi gallo (57 kg)
| Competizioni | Oro                | Argento        | Bronzo                                    |
| ------------ | ------------------ | -------------- | ----------------------------------------- |
| Sheffield    | Maud van der Toorn | Elise Glynn    | Olivia Holmes Canan Tas                   |
| Pueblo       | Elise Glynn        | Jucielen Romeu | Amina Zidani Lucie Sedlackova             |
| Ulaanbaatar  | Satsuki Yoshizawa  | Ruan Mulan     | Oyun-Erdene Nergui Tumurkhuyag Bolortuul  |
| Sheffield    | Jucielen Romeu     | Vivien Parsons | Gabriella Weerheim Preedakamon Tintabhtai |

#### Pesi leggeri (60 kg)
| Competizioni | Oro            | Argento                | Bronzo                            |
| ------------ | -------------- | ---------------------- | --------------------------------- |
| Sheffield    | Shona Whitwell | Kings Wheatley         | Felicitas Ganglbauer Lena Buchner |
| Pueblo       | Wen Lu Yang    | Gemma Richardson       | Rebecca De Lima Santos Lisa Greer |
| Ulaanbaatar  | Namuun Monkhor | Ayaka Taguchi          | Wang Jinwen Elise Glynn           |
| Sheffield    | Oh Yeon-ji     | Rebecca De Lima Santos | Maud van der Toorn Ayaka Taguchi  |

#### Pesi welter (66 kg)
| Competizioni | Oro           | Argento        | Bronzo                                    |
| ------------ | ------------- | -------------- | ----------------------------------------- |
| Sheffield    | Dionne Burman | Leonie Muller  | Non assegnato                             |
| Pueblo       | Imane Khelif  | Emilie Sonvico | Morelle McCane Stefanie von Berge         |
| Ulaanbaatar  | Li Shu        | Choi Hyun-mi   | Chiara Saraiello Sarnaitsetseg Erdenebat  |
| Sheffield    | Dione Burman  | Kayla Allen    | Beatriz de Oliveira Soares Kang Suk Young |

#### Pesi medi (75 kg)
| Competizioni | Oro                  | Argento              | Bronzo                     |
| ------------ | -------------------- | -------------------- | -------------------------- |
| Sheffield    | Cindy Ngamba         | Atheyna Bylon        | Chantelle Reid Kerry Davis |
| Pueblo       | Tammara Thibeault    | Caitlin Parker       | Davina Michel Naomi Graham |
| Ulaanbaatar  | Torneo non disputato | Torneo non disputato | Torneo non disputato       |
| Sheffield    | Suyeon Seong         | Viviani Pereira      | Non assegnato              |

## Medagliere
| Posiz. | Nazione                   | Oro | Argento | Bronzo | Totale |
| ------ | ------------------------- | --- | ------- | ------ | ------ |
| 1      | Inghilterra               | 13  | 11      | 11     | 35     |
| 2      | Brasile                   | 6   | 8       | 4      | 18     |
| 3      | Cina                      | 5   | 5       | 4      | 14     |
| 4      | Mongolia                  | 5   | 4       | 15     | 24     |
| 5      | Giappone                  | 4   | 4       | 3      | 11     |
| 6      | Stati Uniti               | 3   | 2       | 7      | 12     |
| 7      | Corea del Sud             | 4   | 2       | 5      | 11     |
| 8      | Germania                  | 2   | 3       | 16     | 21     |
| 9      | Danimarca                 | 2   | 0       | 1      | 3      |
| 10     | Australia                 | 1   | 3       | 2      | 6      |
| 11     | Galles                    | 1   | 1       | 5      | 7      |
| 12     | Canada                    | 1   | 1       | 0      | 2      |
| 13     | Paesi Bassi               | 1   | 0       | 5      | 6      |
| 14     | Taipei cinese             | 1   | 0       | 1      | 2      |
| 15     | Atleti Olimpici Rifugiati | 1   | 0       | 0      | 1      |
| 15     | Algeria                   | 1   | 0       | 0      | 1      |
| 17     | Italia                    | 0   | 2       | 2      | 4      |
| 18     | Francia                   | 0   | 1       | 2      | 3      |
| 18     | Panama                    | 0   | 1       | 2      | 3      |
| 20     | Svezia                    | 0   | 1       | 0      | 1      |
| 20     | Nigeria                   | 0   | 1       | 0      | 1      |
| 20     | Norvegia                  | 0   | 1       | 0      | 1      |
| 23     | Rep. Ceca                 | 0   | 0       | 3      | 3      |
| 23     | Thailandia                | 0   | 0       | 3      | 3      |
| 25     | Finlandia                 | 0   | 0       | 1      | 1      |
| 25     | Singapore                 | 0   | 0       | 1      | 1      |
| 25     | Filippine                 | 0   | 0       | 1      | 1      |
| Totale | Totale                    | 51  | 51      | 95     | 197    |